# David Emge

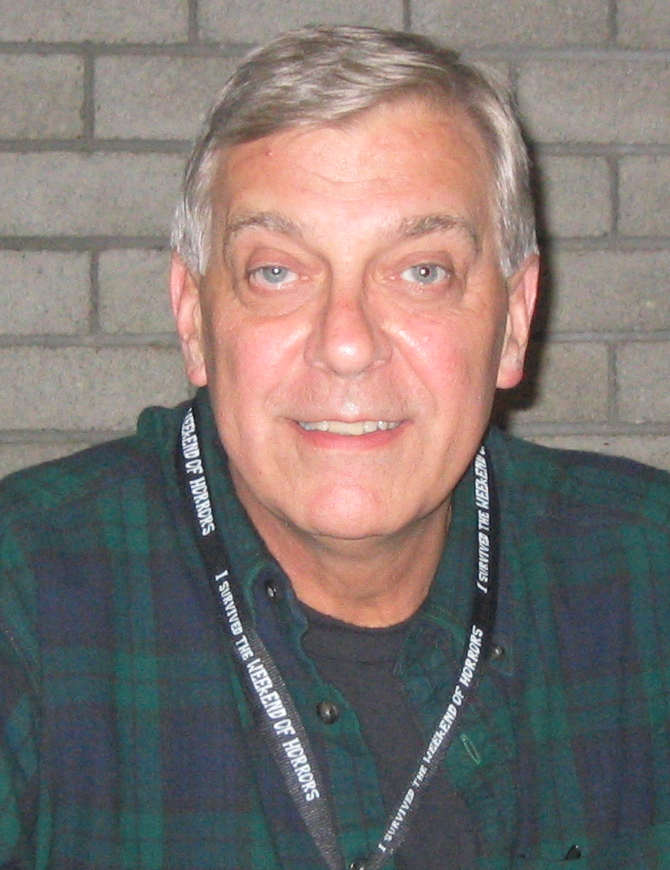
David Emge.

David Emge, född 9 september 1946 i Evansville, Indiana, död 20 januari 2024 i Evansville, Indiana, var en amerikansk skådespelare.
Han är förmodligen mest känd för att ha spelat rollen som helikopterpiloten Stephen Andrews i George Romero's Dawn of the Dead. Han studerade drama vid University of Evansville. Under tiden i college tog han värvning i armén och var med i Vietnamkriget. Han började sin skådespelarkarriär vid Pittsburgh Playhouse 1971. Filmdebuten kom i The Booby Hatch från 1976. Han fick kultstatus när han 1978 medverkade i Dawn of the Dead. Under 1980-talet fortsatte han att jobba med teater.
Bland roller han spelat märks bl.a ett missfoster kallat Half Moon i Basket Case 2. I filmen Hellmaster från 1992 spelar han rollen som aktivistreportern Robert, med John Saxon. Efter 1992 gav han upp skådespeleriet.
Emge har sagt att han gillade att måla "whatever is around" (vad som finns i hans närhet).

## Kuriosa
Efter att ha flyttat till New York 1976 fick Emge jobb som kock på en restaurang där senare skådespelarkollegan Scott H. Reiniger arbetade som servitör. Där introducerades han för George Romero och antogs för rollen i Dawn of the Dead.

## Filmer i urval
- Hellmaster (1992), som Robert
- Basket Case 2 (1990), som Half Moon
- Dawn of the Dead (1978), som Stephen
- The Booby Hatch (1975) som Angelo Fettucini